# 贪婪的魔鬼
《贪婪的魔鬼》是由Bad Vices Games开发和发行的恐怖烹饪模拟游戏。该游戏于2022年4月29日发行，支持Microsoft Windows、任天堂Switch、PlayStation 4、PlayStation 5、Xbox One和Xbox Series X/S平台。游戏的主机版本由Troglobytes Games移植和发布。 
游戏背景发生在19世纪维多利亚时代的伦敦，以珀西瓦尔和希尔德为中心，分别经营着一家裁缝店和一家酒吧。珀西瓦尔通过谋杀他的客户并将尸体丢进通往希尔德厨房的陷阱门，提供希尔德用于制作以肉为基础的食谱所需的原料。然后希尔德将尸体烹饪成餐点，端给楼上的顾客。
该游戏在风格和故事情节方面都受到《魔街理髮師》的强烈启发。在游戏的开场动画中，珀西瓦尔提到这栋楼曾经属于“镇上有名的理发师”，暗示他就是这座建筑的前任业主，这也进一步印证了游戏对《魔街理髮師》的致敬之意。

## 游戏玩法
玩家同时控制希尔德雷德和珀西瓦尔两名角色，但在玩家控制角色的部分，两个角色无法直接互动。玩家通过垂直橫向捲軸来确定自己控制的角色，珀西瓦尔可以穿过建筑物的顶层，而希尔德则能够穿过底层和地下室。
游戏玩法按照每一天分割，每天持续时间为10到12分钟。在此期间，珀西瓦尔的任务是向商店前面想要买新衣服的客户销售服装，并杀害进入他商店后面测量尺寸的客户。在此之后，他会偷走受害者的衣服并将尸体丢进通向地下室的陷阱门中，地下室就是希尔德的厨房所在地。衣服被修补后，就会被放到售卖区出售，珀西瓦尔清理血迹后，就可以在店里接待接待新的客户。游戏的后期，珀西瓦尔还负责照顾位于顶层的温室。偶尔需要将尸体拖上楼用作蔬菜堆肥，而不是将它们全部扔下陷阱门。
与此同时，希尔德需要在酒吧里为客人提供餐点。这些尸体由珀西瓦尔 提供，并由希尔德制成原料。起初，希尔德只有一台绞肉机，但后来也能将尸体制成香肠和牛排。在此之后，肉被被烹制并上桌。每个动作都占用时间，而且肉类准备的动画不能中断，这会给玩家带来压力。 
当客户进入商店但没有购买任何东西时，计时器开始运行以确保顾客的满意度。客户被更快地服务，希尔德雷德和珀西瓦尔获得的声誉就越高，但如果计时器完全用完，他们不仅会失去销售，还会损失声誉。
每天结束时，玩家的声誉损益和赚取的金额会被计算。这笔钱可以用于升级（例如购买新的或更好的设备、新的原料或新的食谱等）或购买新服装。偶尔玩家会收到一封来自自称“J”化名的威胁人物的来信，或者发生其他事件来推动情节发展。在开始新的一天之前，玩家可以在没有计时器运行的情况下进行准备。

## 评价
根据汇总媒体Metacritic的评价， 《贪婪的魔鬼》获得了“普遍好评”的评论，游戏的平均得分为7.5。在Steam平台上，这款游戏广受好评，其中93%的评论是正面的。
GameCritics.com的Brad Gallaway赞扬游戏的控制和紧凑的设计，但也批评它缺乏叙述深度和过短的游戏时间。Evereye.it的 Michelangelo Casto同样感到失望，认为游戏的故事情节刚刚开始就结束了。来自Multiplayer.it的Simone Tagliaferri认为，尽管游戏主题很阴森恐怖，但由于不断的进展和没有惩罚性的失败机制，他发现游戏玩起来很轻松，但他也提到，游戏玩法在几个小时后开始变得重复。除了游戏玩法，他还称赞游戏的艺术指导和动画。Game Informer的 Andrew Reiner对升级系统给予了正面评价，它不仅增加了游戏玩法的深度，而且还增加了难度和潜在奖励。CGMagazine的Philip Watson赞扬游戏为恐怖和烹饪模拟器类型的一种优秀的、原创的转变，具有出色的艺术风格和乐谱，但批评了在Xbox上玩时重复的游戏玩法和控制问题。
多位评论者提到，他们认为“切牛排”的动画特别令人毛骨悚然。 

## 外部连接
- 莫比游戏上的《Ravenous Devils》（英文）